# Józef Daniel Krzeptowski
Józef Daniel Krzeptowski (ur. 29 lipca 1921 w Inowrocławiu, zm. 13 sierpnia 2002 w Zakopanem) – polski narciarz, kombinator norweski, biegacz i skoczek narciarski, olimpijczyk z Sankt Moritz i Cortiny d’Ampezzo. W czasie II wojny światowej kurier na trasie Zakopane – Budapeszt. Uczestnik kampanii francuskiej, jeniec stalagu, robotnik przymusowy, żołnierz Legii Cudzoziemskiej. Od 1951 mąż Anny Gąsienicy-Gładczan. Ślub miał miejsce 26 kwietnia 1951. Mieli dwóch synów.

## Przebieg kariery
Pierwszy start Daniela Krzeptowskiego odnotowano w 1937 roku, kiedy to w dniach 17-18 kwietnia w Hali Pysznej odbył się jubileusz 30-lecia klubu SN PTT Zakopane. W ramach uroczystych obchodów zorganizowano bieg zjazdowy dla seniorów, juniorów i pań. W kategorii juniorów 16-letni Daniel zajął trzecie miejsce, za Stanisławem i Janem Kulami. W tamtym roku Krzeptowski triumfował jeszcze w biegu juniorów w Iwoniczu. W latach 1936–39 należał do czołówki polskich juniorów.
We wrześniu 1939 przebywał na Kujawach. Wrócił do Zakopanego i od 5 października 1939 do 28 marca 1940 był kurierem na Węgrzech. W 1940, razem ze Stanisławem Kulą, przedostał się do Francji, gdzie zapisał się do Armii Polskiej gen. Władysława Sikorskiego. Od 1 czerwca 1940 do 1 kwietnia 1945 przebywał w obozie jenieckim w Fallingbostel (Hanower, XI B) i jako robotnik przymusowy pracował w kopalni węgla kamiennego koło Magdeburga (XII/14).
Po nastaniu pokoju Daniel startował w zawodach narciarskich we Francji. W styczniu 1946 był drugi w konkursie skoków w Megève, trzeci na skoczni Le Bossons w Chamonix, w marcu zwyciężył w Contamins i w szwajcarskim Zermatt. Rok później wziął udział w Międzynarodowym Tygodniu Narciarstwa w Chamonix. Odnotował tam udany start w kombinacji norweskiej (5. miejsce). Ponadto był dziewiąty w biegu na 18 km, w skokach 23. oraz 5. w skokach do kombinacji.
W 1948 pojechał do Sankt Moritz na olimpiadę. W biegu na 18 km był 62. z czasem 1.31:05. W biegu sztafetowym Polska zajęła 10. pozycję na jedenaście drużyn startujących (czas 43:03). W konkursie skoków Krzeptowski lądował na 54,5 m i 55 m, co dało mu 30. lokatę (188,9 pkt.). W skokach do kombinacji był 18., a w biegu 26., co dało mu po zsumowaniu 22. miejsce (359,80 pkt. na koncie).
Po powrocie ze Szwajcarii był drugi, za Stefanem Dziedzicem, w biegu terenowym rozgrywanym w ramach Memoriale Bronisława Czecha i Heleny Marusarzówny. W biegu zjazdowym przegrał tylko z Józefem Marusarzem. W slalomie zajął już dalsze miejsce. Ostatniego dnia wygrał konkurencję skoków i wygrał cały Memoriał. W 1950 Krzeptowski był drugi w biegu na 14 km, wygrał za to dwubój. Opuścił SN PTT i przeszedł do Centralnego Wojskowego KS Zakopane. Rok później ponownie tryumfował w całym Memoriale. Zwyciężył też w Pucharze Tatr, Memoriałach im. porucznika Wójcickiego, kombinacji norweskiej w Moskwie na skoczni na Leninowskich Wzgórzach (był 3., pokonał między innymi mistrza olimpijskiego w kombinacji z igrzysk w Oslo, Norwega Sverre Stenersena).
Podczas treningu na olimpijskiej skoczni w Oslo podczas igrzysk olimpijskich upadł, łamiąc obojczyk. W 1956 był drugi w krajowych eliminacjach, które miały na celu wyłonienie kadry kombinatorów na olimpiadę w Cortinie d’Ampezzo. W styczniu Polacy wystartowali w międzynarodowych zawodach w Le Brassus w Szwajcarii. Tam Krzeptowski był dopiero szósty. We Włoszech Daniel w kombinacji był na 29. pozycji. Niedługo potem zakończył karierę sportową. Został trenerem, najpierw w SN PTT, a szkolił kadrę narodową.
Został odznaczony wieloma odznaczeniami, m.in. Mistrza Sportu, Medalem Zwycięstwa i Wolności 1945, Krzyżem Partyzanckim, Krzyżem Czynu Bojowego Polskich Sił Zbrojnych na Zachodzie (15 października 1990), Krzyżem Armii Krajowej. Mianowany podporucznikiem Wojska Polskiego w dniu 17 listopada 2000 r. Zmarł 12 sierpnia 2002. Jest pochowany na Nowym Cmentarzu w Zakopanem.
Jego osobie pisarz Adam Bahdaj zadedykował cykl powieściowy o kurierach tatrzańskich, na kanwie którego powstał serial telewizyjny Trzecia granica.

## Osiągnięcia

### Igrzyska olimpijskie
| 1948 Sankt Moritz      | – | 22. miejsce (w kombinacji norweskiej), 30. miejsce (w skokach), 62. miejsce (w biegu na 18 km), 10. miejsce (w sztafecie) |
| 1952 Oslo              | – | – |
| 1956 Cortina d’Ampezzo | – | 29. miejsce (w kombinacji norweskiej)                                                                                     |

#### Starty J. Daniela Krzeptowskiego w skokach naigrzyskach olimpijskich– szczegółowo
| Miejsce | Dzień    | Rok  | Miejscowość  | Skocznia       | Konkurs  | Skok 1 | Skok 2 | Nota      | Strata   | Zwycięzca      |
| ------- | -------- | ---- | ------------ | -------------- | -------- | ------ | ------ | --------- | -------- | -------------- |
| 30.     | 7 lutego | 1948 | Sankt Moritz | Olympiaschanze | indywid. | 54,5 m | 55,0 m | 188,9 pkt | 39,2 pkt | Petter Hugsted |

#### Starty J. Daniela Krzeptowskiego w kombinacji naigrzyskach olimpijskich– szczegółowo
| Miejsce | Dzień                  | Rok  | Miejscowość       | Dyscyplina/konkurencja                    | Wynik        | Strata     | Zwycięzca        |
| ------- | ---------------------- | ---- | ----------------- | ----------------------------------------- | ------------ | ---------- | ---------------- |
| 22.     | 31 stycznia - 2 lutego | 1948 | Sankt Moritz      | kombinacja norweska skoki + bieg na 18 km | 359,80 pkt.  | 89,00 pkt. | Heikki Hasu      |
| 29.     | 27 stycznia            | 1956 | Cortina d’Ampezzo | kombinacja norweska skoki + bieg na 18 km | 396,100 pkt. | 58,90 pkt. | Sverre Stenersen |

#### Starty J. Daniela Krzeptowskiego w biegach naigrzyskach olimpijskich– szczegółowo
| Miejsce | Dzień       | Rok  | Miejscowość  | Dyscyplina         | Czas      | Strata    | Zwycięzca        |
| ------- | ----------- | ---- | ------------ | ------------------ | --------- | --------- | ---------------- |
| 10.     | 3 lutego    | 1948 | Sankt Moritz | sztafeta 4 x 10 km | 2:59:19,0 | 0:27:11,0 | Szwecja          |
| 62.     | 31 stycznia | 1948 | Sankt Moritz | bieg na 18 km      | 1:31:05,0 | 0:17:15,0 | Martin Lundström |

### Sukcesy krajowe
- mistrz Polski w biegu na 18 km (1949, 1950)
- mistrz Polski w kombinacji norweskiej (1948, 1949, 1950, 1951, 1953, 1954, 1955)
- mistrz Polski w sztafecie 4 x 10 km (1950, 1951, 1954)[3]
- wicemistrz Polski w skokach narciarskich (1947, 1950)[6]
- wicemistrz Polski w kombinacji norweskiej (1947)
- siedmiokrotnie zwycięstwo w Memoriale Bronisława Czecha i Heleny Marusarzówny (1948-1955)
- dwukrotnie zwycięstwo w Pucharze Tatr[3].